# Алгоритм Джонсона
Алгоритм Джонсона дозволяє знайти найкоротші шляхи між усіма парами вершин зваженого орієнтованого графу. Цей алгоритм працює, якщо у графі містяться ребра з додатною чи від'ємною вагою, але відсутні цикли з від'ємною вагою. Названо на честь Д. Б. Джонсона, який опублікував цей алгоритм 1977 року.

## Алгоритм
Дано граф {\displaystyle G=(V,E)} з ваговою функцією {\displaystyle \omega :E\rightarrow R}. Якщо ваги всіх ребер {\displaystyle \omega } у графі є невід'ємними, то можливо знайти найкоротші шляхи між усіма парами вершин, запустивши алгоритм Дейкстри по одному разу для кожної з вершин. Якщо в графі містяться ребра з від'ємною вагою, але відсутні цикли з від'ємною вагою, то можливо обчислити нову множину ребер з невід'ємними вагами, що дозволяє скористатися попереднім методом. Нова множина, що складається з ваг ребер {\displaystyle {\hat {\omega }}}, повинна відповідати таким властивостям:
- Для всіх ребер {\displaystyle (u,\;v)} нова вага {\displaystyle {\hat {\omega }}(u,\;v)>0}.
- Для всіх пар вершин {\displaystyle u,\;v\in V} шлях {\displaystyle p} є найкоротшим шляхом з вершини {\displaystyle u} до вершини {\displaystyle v} з використанням вагової функції {\displaystyle \omega } тоді й лише тоді, коли {\displaystyle p} є також найкоротшим шляхом з вершини {\displaystyle u} до вершини {\displaystyle v} з ваговою функцією {\displaystyle {\hat {\omega }}}.

### Збереження найкоротших шляхів
Лема (Зміна ваг зберігає найкоротші шляхи). Нехай дано зважений орієнтований граф {\displaystyle G=(V,\;E)} з ваговою функцією {\displaystyle \omega :E\to R}, і нехай {\displaystyle h:V\to R} — довільна функція, що відображує вершини на дійсні числа. Для кожного ребра {\displaystyle (u,\;v)\in E} визначмо
{\displaystyle {\hat {\omega }}(u,\;v)=\omega (u,\;v)+h(u)-h(v).}
Нехай {\displaystyle p=\langle v_{0},\;v_{1},\;\ldots ,\;v_{k}\rangle } є довільним шляхом з вершини {\displaystyle v_{0}} до вершини {\displaystyle v_{k}}. {\displaystyle p} є найкоротшим шляхом з ваговою функцією {\displaystyle \omega } тоді й лише тоді, коли він є найкоротшим шляхом з ваговою функцією {\displaystyle {\hat {\omega }}}, тобто рівність {\displaystyle \omega (p)=\delta (v_{0},\;v_{k})} є рівносильною рівності {\displaystyle {\hat {\omega }}(p)={\hat {\delta }}(v_{0},\;v_{k})}. Крім того, граф {\displaystyle G} містить цикл з від'ємною вагою з використанням вагової функції {\displaystyle \omega } тоді й лише тоді, коли він містить цикл з від'ємною вагою з використанням вагової функції {\displaystyle {\hat {\omega }}}.

### Зміна ваги
1. Для даного графу створімо новий граф {\displaystyle G'=(V',\;E')}, де {\displaystyle V'=V\cup \{s\}}, для деякої нової вершини {\displaystyle s\not \in V}, а {\displaystyle E'=E\cup \{(s,\;v):v\in V\}}.
2. Розширмо вагову функцію {\displaystyle \omega } таким чином, щоби для всіх вершин {\displaystyle v\in V} зберігалася рівність {\displaystyle \omega (s,\;v)=0}.
3. Далі визначмо для всіх вершин {\displaystyle v\in V'} величину {\displaystyle h(v)=\delta (s,\;v)} та нові ваги для всіх ребер {\displaystyle {\hat {\omega }}(u,\;v)=\omega (u,\;v)+h(u)-h(v)\geqslant 0}.

### Основна процедура
В алгоритмі Джонсона використовують алгоритм Беллмана — Форда та алгоритм Дейкстри, втілені у вигляді підпрограм. Ребра зберігають у вигляді переліків суміжних вершин. Алгоритм повертає звичайну матрицю {\displaystyle D=d_{ij}} розміром {\displaystyle |V|\times |V|}, де {\displaystyle d_{ij}=\delta (i,\;j)}, або видає повідомлення про те, що вхідний граф містить цикл із від'ємною вагою.
Алгоритм Джонсона
```
 Збудувати граф 

  

    

      

        

          
G

          
′

        

      

    

    
{\displaystyle G'}

  

 
if
 Bellman_Ford 

  

    

      

        
(

        

          
G

          
′

        

        
,

        

        
ω

        
,

        

        
s

        
)

      

    

    
{\displaystyle (G',\;\omega ,\;s)}

  

 = FALSE
    
then
 print «Вхідний граф містить цикл з від'ємною вагою»
    
else
 
for
 для кожної 

  

    

      

        
v

        
∈

        

          
V

          
′

        

      

    

    
{\displaystyle v\in V'}

  

         
do
 призначити величині 

  

    

      

        
h

        
(

        
v

        
)

      

    

    
{\displaystyle h(v)}

  

 значення 

  

    

      

        
δ

        
(

        
s

        
,

        

        
v

        
)

      

    

    
{\displaystyle \delta (s,\;v)}

  

,
            обчислене алгоритмом Беллмана — Форда
         
for
 для кожного ребра 

  

    

      

        
(

        
u

        
,

        

        
v

        
)

        
∈

        

          
E

          
′

        

      

    

    
{\displaystyle (u,\;v)\in E'}

  

             
do
 

  

    

      

        

          

            

              
ω

              
^

            

          

        

        
(

        
u

        
,

        

        
v

        
)

        
←

        
ω

        
(

        
u

        
,

        

        
v

        
)

        
+

        
h

        
(

        
u

        
)

        
−

        
h

        
(

        
v

        
)

      

    

    
{\displaystyle {\hat {\omega }}(u,\;v)\leftarrow \omega (u,\;v)+h(u)-h(v)}

  

         
for
 для кожної вершини 

  

    

      

        
u

        
∈

        
V

      

    

    
{\displaystyle u\in V}

  

             
do
 обчислення за допомогою алгоритму Дейкстри
             

  

    

      

        
(

        
G

        
,

        

        

          

            

              
ω

              
^

            

          

        

        
,

        

        
u

        
)

      

    

    
{\displaystyle (G,\;{\hat {\omega }},\;u)}

  

 величин 

  

    

      

        

          

            

              
δ

              
^

            

          

        

        
(

        
u

        
,

        

        
v

        
)

      

    

    
{\displaystyle {\hat {\delta }}(u,\;v)}

  

             для всіх вершин 

  

    

      

        
v

        
∈

        
V

      

    

    
{\displaystyle v\in V}

  

             
for
 для кожної вершини 

  

    

      

        
v

        
∈

        
V

      

    

    
{\displaystyle v\in V}

  

                 
do
 

  

    

      

        

          
d

          

            
u

            
v

          

        

        
←

        

          

            

              
δ

              
^

            

          

        

        
(

        
u

        
,

        

        
v

        
)

        
+

        
h

        
(

        
v

        
)

        
−

        
h

        
(

        
u

        
)

      

    

    
{\displaystyle d_{uv}\leftarrow {\hat {\delta }}(u,\;v)+h(v)-h(u)}

  

    
return
 D
```

## Складність
Якщо в алгоритмі Дейкстри неспадну чергу з пріоритетами втілено у вигляді фібоначчієвої купи, то тривалість роботи алгоритму Джонсона дорівнює {\displaystyle O(V^{2}\log V+VE)}. За простішого втілення неспадної черги з пріоритетами тривалість роботи стає рівною {\displaystyle O(VE\log V)}, але для розріджених графів ця величина в асимптотичній границі поводиться краще, ніж тривалість роботи алгоритму Флойда — Воршелла.